# 本·布拉德肖
本·布拉德肖爵士（英語：Sir Ben Bradshaw，1960年8月30日—）是一位英國工黨政治人物。自1997年開始，他擔任埃克塞特選區的國會議員。在2009年至2010年期間，他曾經擔任文化、媒體和體育大臣。在投身政壇之前，他在BBC的廣播部門工作。